# Flags of Our Fathers
Flags of Our Fathers (englisch für ‚Flaggen unserer Väter‘) ist ein 2006 erschienener und von Clint Eastwood inszenierter, produzierter und komponierter US-amerikanischer Spielfilm, der auf dem Buch Flags of Our Fathers: Heroes of Iwo Jima von James Bradley und Ron Powers basiert. Das Drehbuch wurde von Paul Haggis verfasst, bekannt für sein Oscar-nominiertes Drehbuch von Million Dollar Baby. Flags of Our Fathers schildert neben der Schlacht um Iwojima aus der Sicht der US-Amerikaner die Entstehungsgeschichte des Bildes Raising the Flag on Iwo Jima, einer der berühmtesten Kriegsfotografien überhaupt. Das Pendant zu dem Film ist der wenige Wochen später erschienene und ebenfalls von Eastwood inszenierte Film Letters from Iwo Jima, der die Schlacht aus der Sicht der japanischen Truppen darstellt.

## Handlung
Der Film handelt von der Schlacht um Iwojima, die 1945 im Pazifik stattfand und in nur einem Monat etwa 18.000 Japaner und etwa 7.000 Amerikaner das Leben kostete. Er erzählt die Geschichte aus Sicht von James Bradley, dessen Vater einer der sechs Soldaten war, die die amerikanische Flagge auf der japanischen Insel Iwojima im Zweiten Weltkrieg gehisst hatten. Erst nach dem Tod seines Vaters 1994 wurde sich der Sohn der Tragweite des Heldentums seines Vaters bewusst.
Der Film beginnt mit einigen Blicken auf die gealterten „Helden“ von Iwo Jima. Hier erfährt man erste Hintergründe über den damaligen Krieg. Die Bilder wechseln zu den Vorbereitungen zu diesem Einsatz im Jahr 1944. Viele der jungen Soldaten sehen das Ganze bis dahin noch als Abenteuer an. Diese Lockerheit verschwindet aber sehr schnell, als sie in das Kriegsgebiet verlegt werden und die Vulkaninsel Iwo Jima und deren schwarzen Strand stürmen. Was zunächst wie eine einfache Operation aussieht, gestaltet sich aufgrund der gut eingegrabenen japanischen Gegner schwieriger als erwartet. Nach den ersten Gefechten soll eine Gruppe von Soldaten auf dem Berg Suribachi die amerikanische Flagge hissen. Wenige Stunden nachdem dieses geschehen ist, will ein anwesender Politiker ebendiese Flagge als Souvenir haben. Ein Kommandeur der Marines bekommt das mit, empört sich zwar über dieses Ansinnen, schickt aber unter anderem den Kurier Rene Gagnon auf den Berg, um die Originalflagge zu sichern und sie gegen eine andere Flagge auszutauschen. Zur gleichen Zeit macht sich auch der Fotoreporter Joe Rosenthal auf den Weg, um ein Bild einzufangen. So kommt er gerade rechtzeitig, um das Hissen der Ersatzflagge auf ein Foto zu bannen.
In den Vereinigten Staaten bewirkt dieses Foto, das in den meisten Zeitungen abgedruckt wird, ein Umdenken der Amerikaner, denn bis zum Zeitpunkt der Veröffentlichung des Fotos waren sie des Krieges müde und der Regierung gingen die Gelder aus. So sollen die „Helden“ von Iwo Jima in die Vereinigten Staaten gebracht werden, um dort auf große Werbetour für den Krieg bzw. zum Erwerb von Kriegsanleihen bei der Bevölkerung zu werben. Hinter den Kulissen brodelt es allerdings gewaltig, denn von den ursprünglichen Soldaten sind mittlerweile die meisten tot. So wird der „Ersatzmann“ Rene Gagnon als einer der Helden gefeiert. Hinzu kommt John „Doc“ Bradley und der Indianer Ira Hayes, welcher eher widerwillig in die Vereinigten Staaten zurückreist.
Diese drei Soldaten werden nun in ihrer Heimat als Helden instrumentalisiert, doch mit Ausnahme von Gagnon sehen die Kameraden dem ganzen Treiben immer mehr mit Skepsis entgegen. So erfährt man immer wieder in verschiedenen Rückblenden, was auf Iwo Jima tatsächlich geschehen ist. Besonders Ira Hayes, den „Amerika als Held will, aber nicht als Amerikaner“ (Roger Ebert), macht die ganze Sache mehr und mehr zu schaffen, so dass er immer häufiger zum Alkohol greift und betrunken bei wichtigen Veranstaltungen auftaucht. Auch die Tatsache, dass die wahren Soldaten, die die erste Flagge gehisst haben, unerwähnt bleiben, lässt besonders bei dem Sanitäter Bradley mehr und mehr Zweifel aufkommen.
Nachdem Hayes untragbar geworden ist, wird er zurück an die Front geschickt. Bradley und Gagnon beendeten die Propaganda-Tour zu zweit. Im weiteren Verlauf des Filmes wird beschrieben, wie diese drei Kameraden ihre Zukunft erleben. Dieses geschieht vor allem durch Rückblenden, die wiederum von den Erzählungen der gealterten Männer ausgehen. So erfährt man, dass sowohl Bradley als auch Hayes Kontakt zu den Eltern der gefallenen Soldaten aufnehmen.

## Entstehung und Veröffentlichung
| Figur                       | Darsteller          | Deutscher Sprecher    |
| --------------------------- | ------------------- | --------------------- |
| John „Doc“ Bradley          | Ryan Phillippe      | Benedikt Weber        |
| Ira Hayes                   | Adam Beach          | Philipp Brammer       |
| Rene Gagnon                 | Jesse Bradford      | Jan Makino            |
| Mike Strank                 | Barry Pepper        | Crock Krumbiegel      |
| Ralph „Iggy“ Ignatowski     | Jamie Bell          | Dirk Meyer            |
| Hank Hansen                 | Paul Walker         | Stefan Günther        |
| Oberst Chandler Johnson     | Robert Patrick      | Gudo Hoegel           |
| Senator                     | David Rasche        | Berno von Cramm       |
| Bud Gerber                  | John Slattery       | Reinhard Glemnitz     |
| Captain Severance           | Neal McDonough      | Claus Brockmeyer      |
| Pauline Harnois             | Melanie Lynskey     | Veronika Neugebauer   |
| Belle Block                 | Judith Ivey         | Eva Maria Bayerwaltes |
| Dave Severance              | Harve Presnell      | Jochen Striebeck      |
| Mutter Gagnon               | Beth Grant          |                       |
| Mrs. Bradley                | Mary Beth Peil      |                       |
| Bezirkspräsident            | Jon Polito          | Michael Rüth          |
| Leutnant Schrier            | Jason Gray-Stanford |                       |
| Harlon Block                | Benjamin Walker     |                       |
| Franklin Sousley            | Joseph Cross        | Roman Wolko           |
| Joe Rosenthal               | Ned Eisenberg       |                       |
| Krankenschwester auf Hawaii | Jayma Mays          | Tatjana Pokorny       |

Eines der wohl berühmtesten Bilder des Zweiten Weltkrieges, bei dem sechs amerikanische Soldaten eine Flagge am Berg Suribachi hissen, entstand während dieser Schlacht. Diese von Joe Rosenthal aufgenommene Fotografie mit dem Titel „Raising the Flag on Iwo Jima“ war Vorlage für das United States Marine Corps War Memorial. Clint Eastwood hat einen zweiten Film mit der gleichen Thematik unter dem Titel Letters from Iwo Jima gedreht, welcher die Geschehnisse aus japanischer Sicht beschreibt. Dieser Film startete knapp zwei Monate später in den deutschen Kinos.
Clint Eastwood selbst meinte über seinen Film:

„‚Flags‘ entlarvt das gemachte Heldentum – wie man Leute zu Helden erklärt, die selbst finden, dass sie sich nur verteidigt haben.“

Autor James Bradley sagte dazu: „Ich wollte die Antwort zu dieser Frage finden: Warum hatte mein Vater nie über Iwo Jima geredet?“.
Der Film startete am 20. Oktober 2006 in den US-Kinos, am 28. Dezember 2006 in der Schweiz und am 18. Januar 2007 in Deutschland. In den Vereinigten Staaten erhielt Flags of Our Fathers von der MPAA die um einiges strengere Altersfreigabe „R“.
Der Datenbank Box Office Mojo zufolge lag das Produktionsbudget der Koproduktion von DreamWorks Pictures und Warner Bros. Pictures bei 90 Millionen US-Dollar, die weltweiten Gesamteinnahmen betragen etwa 66 Millionen US-Dollar mit Stand vom 25. März 2008.  Die IMDb behauptet, der Film hätte nur 55 Millionen US-Dollar gekostet. 
Der Film erschien am 22. Juni 2007 in Deutschland auf DVD. Die Einzel-DVD enthält als einziges Extra eine Einleitung von Clint Eastwood. Zusätzlich ist ein aus drei DVDs bestehendes Box-Set zusammen mit dem Pendant Letters from Iwo Jima erhältlich, die auf einer Bonus-DVD zahlreiche Featurettes zum Film enthält.
Die gleichzeitig mit der DVD veröffentlichte Blu-ray-Fassung des Films enthält neben der Einleitung der Einzel-DVD auch ein Großteil des Bonusmaterials der Bonus-DVD aus dem DVD-Box-Set. Die HD DVD ist von der Ausstattung her mit der Blu-ray-Fassung identisch und erschien gleichzeitig.

## Rezeption
Der Film erhielt ein mehrheitlich gutes Presseecho, was sich auch in den Auswertungen US-amerikanischer Aggregatoren widerspiegelt. So erfasst Rotten Tomatoes überwiegend positive Kritiken und ordnet den Film dementsprechend als „Zertifiziert Frisch“ ein. Laut Metacritic fallen die Bewertungen im Mittel „Grundsätzlich Wohlwollend“ aus.

„‚Flags Of Our Fathers‘ ist nicht das erhoffte Meisterwerk, dazu fehlt es an einem tragfähigen Gesamtkonzept für den ersten Film. Es bleibt zunächst der Eindruck hängen, dass Eastwood besser beide Aspekte in ein wirklich großes Epos gepackt oder gar einen Dokumentarfilm als Ansatz gewählt hätte. ‚Flags Of Our Fathers‘ krankt an den eigenen Ambitionen, zu viel zu wollen.“

„Es ist das Großartige und Bewundernswerte an diesem Film, wie Eastwood es schafft, die Balance zwischen dem großen historischen Panorama und den einzelnen Schicksalen zu halten. […] So bleibt der Film selbst dort, wo seine Protagonisten im Getümmel der Schlacht oder in der Betriebsamkeit der politischen Inszenierung verlorenzugehen drohen, auf Augenhöhe.“

„Wenige Filmemacher können dem Kitzel des roten Leuchtens von Raketen oder dem Schauspiel des Sterbens widerstehen; Gewalt ist schlicht zu aufregend. […] aber weil das Drehbuch […] zwischen drei unverbundenen Zeitrahmen herumspringt […] und weil die Flaggenhisser vor dem Gefechtsende aus dem Schlachtfeld genommen werden, bleibt die Gewalt ihres Krieges auf einem fiebrigen Niveau. Sie wird nicht aufgebaut, entwickelt sich nicht und wird nicht aufgelöst; sie erschreckt und bleibt schrecklich. […Eastwood] macht für uns Menschen, […] die […] kein bisschen weniger menschlich sind, nur weil sie töten.“

„ein patriotischer Film, indem er diejenigen, die im Pazifik kämpften, ehrt, aber er ist auch patriotisch, weil er die offizielle Version der Wahrheit anzweifelt“

„Durch die verschachtelte Erzählstruktur hebt der Film die Linearität der Kriegs- und Kampfhandlung auf, hinterfragt die historische Wahrheit hinter vermeintlich bekannten Dingen und zeichnet das Psychogramm einer Nation.“

„Nach dem furiosen Auftakt ist Flags of Our Fathers vor allem ein Film über Mythen und ihre Instrumentalisierung. Auf den ersten Blick zeichnet Eastwood in dieser Hinsicht ein recht düsteres Bild. Die Männer, die die Flagge auf Iwo Jima hissten, werden in eine rücksichtslose Propagandamaschinerie integriert, die auch vor den Gefühlen der Mütter von in der Schlacht gefallenen Kämpfern nicht zurückschreckt. Erst die Schlussszene bricht diese kritische Position.“

Clint Eastwood wurde für diesen Film für den Golden Globe 2007 als bester Regisseur nominiert. Bei der Oscarverleihung 2007 war der Film in den Kategorien Bester Ton und Bester Tonschnitt nominiert. Der Film erhielt 2007 den Preis der Japanese Academy als bester ausländischer Film.